# 長骨

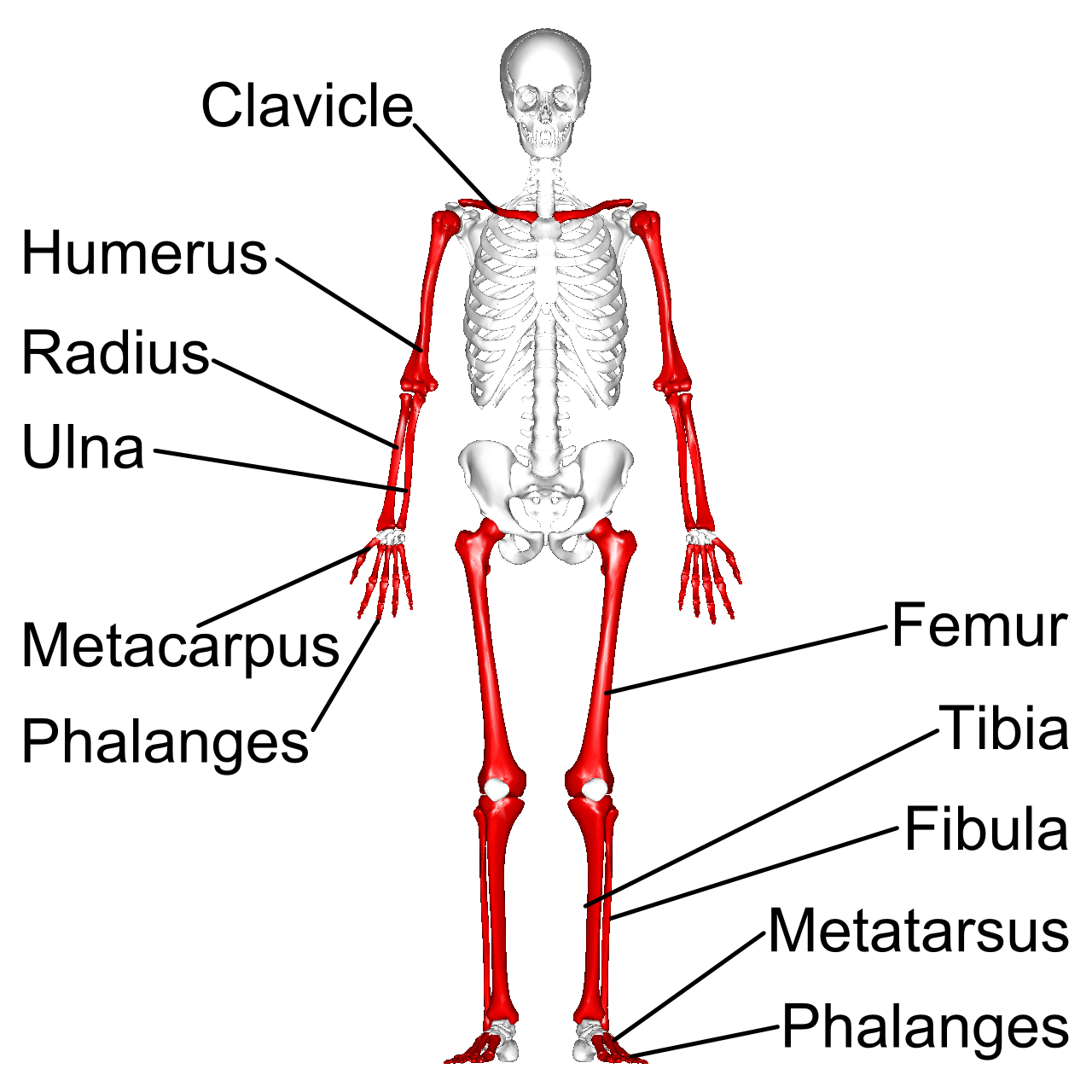
人間の骨格中の長骨

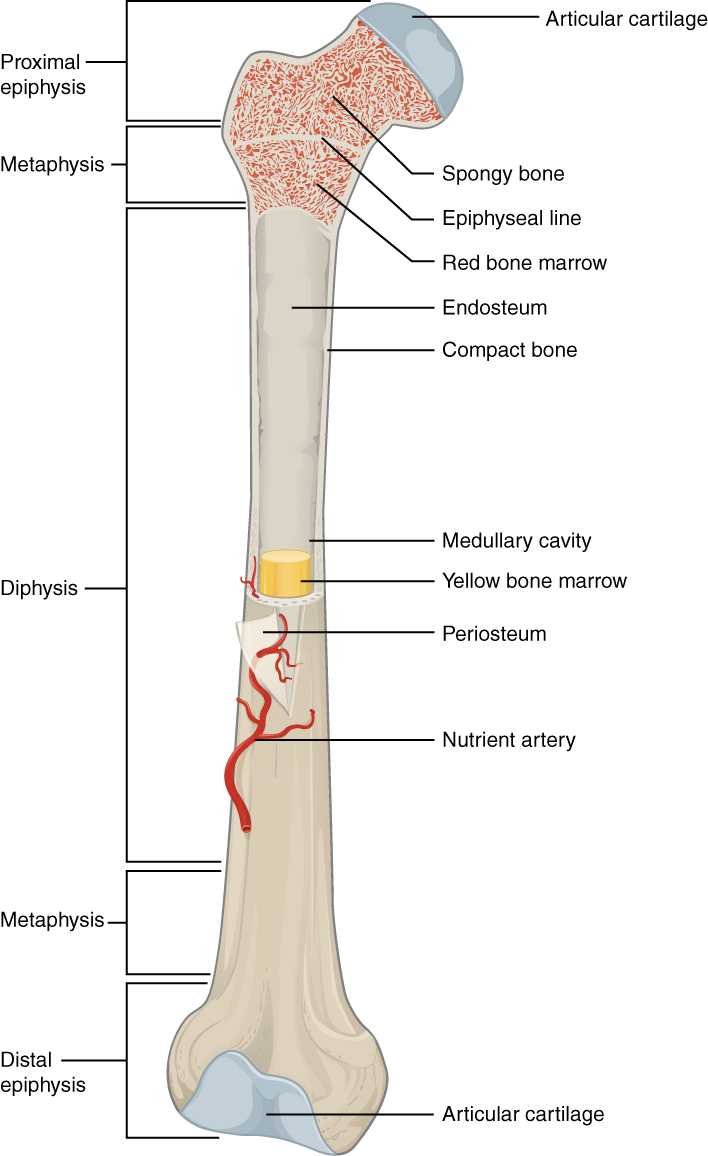
長骨の構造

長骨（ちょうこつ 英：long bone、tubular bone）は、脊椎動物の骨のうち、長大な形状を持つもの。四肢を構成する上腕骨や大腿骨が代表的な長骨である。中央部の骨幹と両端部の骨端から構成されている。骨幹の内部は中空で管状になるため、別名管状骨。この空洞は通常骨髄で満たされ、髄腔（ずいくう）と呼ばれる。
発生の経過をたどると、ひとつの軟骨中に骨幹と2つの骨端に対応する3箇所の骨化中心が生じて形成され、骨化が進行すると骨幹と骨端の間に板状の骨端軟骨が残存する。長骨は成長に際し、この骨端軟骨の部分から、骨幹の長軸方向に骨化の進行が起こることで、伸長する。哺乳類のように有限成長の様式を持つ脊椎動物では、成長が完了すると骨端軟骨が完全に骨化し、伸長が不可能となる。
骨幹は表面に直接骨化が生じて太くなるが、それと並行して内部が破骨細胞によって吸収されて、内面が骨内膜に、外面が骨膜に覆われた一定の厚さの壁が形成される。この壁は緻密骨質だけで形成されるが、骨端はこれと異なり、表面は緻密骨質、内部を海綿骨質から成る。この骨端の海綿骨質の柱状の構造は、長骨が動物体を支えるときの重力や運動時にかかる外力の荷重による力線の方向に一致しており、効率的な支持構造を形成している。